# Rhaconotus anivoranensis
Rhaconotus anivoranensis är en stekelart som beskrevs av Granger 1949. Rhaconotus anivoranensis ingår i släktet Rhaconotus och familjen bracksteklar. Inga underarter finns listade i Catalogue of Life.